# Sikosaari (ö i Södra Österbotten)
Sikosaari är en ö i Finland.   Den ligger i den ekonomiska regionen  Kuusiokunnat  och landskapet Södra Österbotten, i den centrala delen av landet, 300 km norr om huvudstaden Helsingfors.